# Salyu
Salyu (Yokohama, 13 ottobre 1980) è una cantante giapponese.
Esordisce come cantante della band immaginaria Lily Chou-Chou, presente nel film del 2001 Lily Chou-Chou no subete (noto col titolo internazionale All About Lily Chou-Chou), per poi affrontare la carriera solista a partire dal 2004.
La parola Salyu è uno pseudonimo suggerito alla cantante da Takeshi Kobayashi, produttore discografico nei Mr. Children e componente dei Lily Chou-Chou, che viene dalla pronuncia in lingua giapponese della parola francese salut ("ciao" o "arrivederci") traslitterata come "salyu" (サリュ?, saryu).

## Biografia
Salyu (vero nome Ayako, cognome sconosciuto) è nata nel quartiere di Kōhoku a Yokohama in Giappone e ha raggiunto la celebrità a livello nazionale nel 2001 partecipando al film Lily Chou-Chou no subete di Shunji Iwai, in cui interpreta la cantante Lily Chou-Chou, beniamina dei protagonisti; Salyu non recita effettivamente nel film (un estratto da un suo videoclip compare nel finale), ma la sua voce è presente come leitmotiv lungo tutto lo svolgimento della vicenda e fa da collante ai personaggi, accomunati da una forte idealizzazione della sua musica. Il film lancia la carriera di Salyu come solista.
Salyu inizia la sua carriera solista nel 2004 producendo il singolo Valon con Ilmari, membro del duo rap Rip Slyme, sotto il nome di Ilmari×Salyu. Nel 2005 vince il premio come "Miglior video di nuova artista" per il PV di Dialogue agli Space Shower TV Awards, premi musicali organizzati dal canale tv musicale giapponese Space Shower; l'anno dopo riceve per lo stesso premio una nomination per la categoria "Miglior video" per il video di Suisei, senza riuscire però a vincerlo. Nel luglio dello stesso anno pubblica un altro singolo in collaborazione intitolato to U e realizzato con Bank Band (la combo prende qui il nome di Bank Band with Salyu).
Salyu è una persona molto riservata e di cui non sono noti molti dettagli della vita privata, come ad esempio il nome; solo il 9 settembre del 2006, ospite del programma musicale Utaban, la cantante ha dichiarato che il suo vero nome è Ayako (あやこ?)
Verso la fine degli anni 2000 la cantante ottiene un crescente successo, tanto che le date del suo Salyu Tour 2007 TERMINAL, per promuovere l'album TERMINAL, sono quasi tutte sold out. Oltre al film Lily Chou-Chou no subete, ha collaborato anche per il videogioco Il professor Layton e lo scrigno di Pandora interpretando la sigla di coda iris ~Shiawase no hako~ (iris 〜しあわせの箱〜? "iris ~La scatola della felicità~") e ha doppiato Babette nella versione giapponese.

## Discografia
Le specifiche sono indicate fra parentesi "()", eventuali note dopo il punto e virgola ;.

### Salyu

#### Album
- 15/06/2005 - landmark
- 17/01/2007 - TERMINAL
- 24/03/2010 - MAIDEN VOYAGE
- 15/02/2012 - photogenic
- 22/04/2015 - Android & Human Being

#### Raccolte
- 26/11/2008 - Merkmal

#### Singoli
- 23/06/2004 - Valon-1
- 27/10/2004 - Dialogue
- 24/03/2005 - Peaty
- 11/05/2005 - Suisei
- 26/10/2005 - Kaze ni noru fune
- 05/04/2006 - Tower
- 06/09/2006 - name
- 01/11/2006 - Platform
- 17/10/2007 - LIBERTY
- 28/11/2007 - iris ~Shiawase no hako~
- 11/02/2009 - Corteo ~Gyōretsu~/HALFWAY
- 19/08/2009 - EXTENSION
- 10/03/2010 - Atarashii YES
- 25/08/2010 - LIFE
- 13/07/2011 - Aozora/magic
- 01/02/2012 - Lighthouse

#### Video
- 28/11/2007 - Salyu Clips 2004-2007; raccolta di videoclip su DVD

### salyu × salyu

#### Album
- 13/04/2011 - s(o)un(d)beams

#### Singoli
- 10/08/2011 - Hanashitai anata to

#### Video
- 01/02/2012 - s(o)un(d)beams+; live e videoclip